# L'Âge de l'amour
Pour plus de détails, voir Fiche technique et Distribution.
L'Âge de l'amour (L'età dell'amore) est un film franco-italien réalisé par Lionello De Felice, sorti en 1953.

## Synopsis
Dans une petite ville de province italienne, un garçon de quinze ans rencontre et tombe amoureux d'une fille.

## Fiche technique
- Titre original : L'età dell'amore
- Titre français : L'Âge de l'amour
- Réalisation : Lionello De Felice
- Scénario : Lionello De Felice, Vittorio Nino Novarese et Franco Brusati d'après la pièce d'André Birabeau
- Photographie : Mario Montuori
- Montage : Mario Serandrei
- Musique : Mario Nascimbene
- Pays d'origine :  Italie - France
- Format : Noir et blanc - 1,37:1 - Mono
- Genre : comédie
- Date de sortie : 1953

## Distribution
- Aldo Fabrizi : Coletti, père d'Annette
- Marina Vlady : Annette
- Pierre-Michel Beck : Andrea
- Fernand Gravey : Père d'Andrea, président du tribunal
- Vittorio Sanipoli : Sergio
- Nando Bruno : Commissaire
- Lauro Gazzolo : Vice-président du tribunal
- Lola Braccini : la tante de Sergio
- Aldo Silvani
- Xenia Valderi
- Simone Paris
- Nietta Zocchi
- Terence Hill (sous le nom de Mario Girotti)
- Maria Zanoli
- Silvio Bagolini
- Eduardo Passarelli
- Paolo Ferrara